# تاكيو فوجيساوا
تاكيو فوجيساوا (باليابانية: 藤沢武夫؛ بالكانا: ふじさわ たけお) هو شخصية أعمال ياباني، ولد في 10 نوفمبر 1910 في Koishikawa-ku ‏ في اليابان، وتوفي في 30 ديسمبر 1988 في روبونغي في اليابان بسبب نوبة قلبية.